# Bulldogg (TV-program)
Bulldogg är ett svenskt TV-program som handlar om hundar, och hade premiär på Barnkanalen 14 mars 2010. Claudia Galli Concha var programledare den första säsongen och Amy Diamond tog över från och med säsong två.
I programmet får barn träffa hundar. Barnet får ledtrådar om tre hundar, utan att se dem. Och till sist får barnet välja en hund att låna under en dag. Programmet spelas in i Umeå och den nedre åldersgränsen för att söka till programmet är nio år.

## Säsonger
- Säsong 1 sändes i 12 avsnitt under våren 2010.
- Säsong 2 sändes i 16 avsnitt under vintern och våren 2011.
- Säsong 3 sändes i 16 avsnitt under vintern och våren 2012.
- Säsong 4
- Säsong 5